# Derary
Derary est une commune rurala du Mali dans l'arrondissement central de Djenné, le cercle de Djenné et la région de Mopti.

## Villages
La commune s'étend sur 8 localités relevées lors du recensement général de 2009. 
Les villages les plus peuplés sont :
- Gagna (2 544 habitants)
- Koina (1 053 habitants)
- Koroboro (834 habitants)